# Lorentzimys nouhuysi
Lorentzimys nouhuysi is een knaagdier uit de onderfamilie muizen en ratten van de Oude Wereld (Murinae) dat voorkomt op Nieuw-Guinea. Het is de enige soort van het geslacht Lorentzimys. Het is zeer onduidelijk waar dit dier aan verwant is. Zowel een verwantschap met Leggadina als met Leptomys is gesuggereerd, maar genetische gegevens suggereren dat L. nouhuysi een aparte groep vormt binnen de Nieuw-Guinese knaagdieren. Het dier komt algemeen voor in allerlei habitats in het grootste deel van Nieuw-Guinea, tot op 2700 m hoogte. Door de Telefol (Sandaun Province) wordt hij "ifum" genoemd, door de Olo (Sandaun Province) "narongo". Het enige synoniem, Lorentzimys nouhuysi alticola Tate & Archbold, 1941, is mogelijk een aparte soort.
L. nouhuysi is een klein knaagdier (een van de kleinsten van Nieuw-Guinea; alleen Microhydromys richardsoni is kleiner) met lange, smalle achtervoeten, lange oren en een borstel van fijne haren aan de staartpunt. Mogelijk wordt die gebruikt om te springen. De kop-romplengte bedraagt 55 tot 90 mm, de staartlengte 110 tot 125 mm, de achtervoetlengte 18.8 tot 22.2 mm, de oorlengte 14.2 tot 18.9 mm en het gewicht 10 tot 22.5 gram. Vrouwtjes hebben 1+2=6 mammae.